# Любаничі (Корелицький район)
Любаничі (біл. Люба́нічы) — село в Корелицькому районі Гродненської області на  заході Білорусі. Входить до складу Лукської сільської ради.